# مرزة بلقاء
مُرزة بلقاء أو عُقيب أبلق (الاسم العلمي: Circus melanoleucos)، نوع من الطيور الآسيوية من جنس العقيب وفصيلة البازية. وهو طائر مهاجر، نطاقة التكاثري من وادي أمور في شرق روسيا ومن شمال شرق الصين إلى كوريا الشمالية. يمكن العثور على أفراده في فصل الشتاء في مناطق واسعة من باكستان إلى الفلبين. تتكون جماعته من حوالي 10000 فرد. ويعتقد أن العدد في انخفاض مُعتدل.